# رومی شیشیدو
رومی شیشیدو (انگلیسی: Rumi Shishido; ۶ نوامبر ۱۹۷۳ – ) بازیگر، خواننده، و صداپیشه اهل ژاپن بود. وی از سال ۱۹۹۰ میلادی تاکنون مشغول فعالیت بوده‌است.